# اسماعیل محرابی
اسماعیل محرابی (زادهٔ ۲۵ فروردین ۱۳۲۳) بازیگر ایرانی است. او بازیگری در سینما را از سال ۱۳۵۹ با کرکس‌ها می‌میرند آغاز کرد. از دیگر نقش‌های مهم او بازی در مجموعهٔ تلویزیونیِ مسافر زمان ۲ (۱۳۸۷) و فیلم درام کیک محبوب من (۱۴۰۲) است.

## زندگی
اسماعیل محرابی سال ۱۳۲۳ در تهران متولد شد. وی دارای لیسانس تئاتر از دانشکدهٔ هنرهای زیبای دانشگاهِ تهران سال ۱۳۴۹ است. بازی در سینما را از سال ۱۳۵۹ با کرکس‌ها می‌میرند به کارگردانی جمشید حیدری آغاز کرد. آشا محرابی، میشانه محرابی و عاطفه محرابی به همراه امید محرابی فرزندان او هستند.

## فیلم‌شناسی

### سینما
- کیک محبوب من (١۴٠٣)
- گذر موقت (۱۳۹۴)
- بوسه‌های مادر (۱۳۸۸)
- به خاطر خواهرم (۱۳۸۶)
- نیما یوشیج (۱۳۸۵)
- طهران روزگار نو (۱۳۷۸)
- خواستگاری (۱۳۶۸)
- افسون (۱۳۶۷)
- تپش (۱۳۶۷)
- وکیل اول (۱۳۶۵)
- بالاش (۱۳۶۲)
- در محاصره (۱۳۶۰)
- کرکس‌ها می‌میرند (۱۳۵۹)

### تلویزیون
| سال       | عنوان                      | نقش    | کارگردان                             | شبکه |
| --------- | -------------------------- | ------ | ------------------------------------ | --- |
| ۱۴۰۳      | غریبه                      | بازیگر | سروش محمدزاده                        | شبکه ۳ |
| ۱۴۰۱      | مسافران شهر                | بازیگر | سیروس حسن پور                        | شبکه ۵ |
| ۱۴۰۰      | خودخواسته                  | بازیگر | علیرضا بذرافشان                      | شبکه ۱ |
| ۱۴۰۰      | افرا                       | بازیگر | بهرنگ توفیقی                         | شبکه ۱ |
| ۱۴۰۰      | یاور                       | بازیگر | سعید سلطانی، اصغر نعیمی              | شبکه ۳ |
| ۱۳۹۹      | سرباز                      | بازیگر | هادی مقدم دوست                       | شبکه ۳ |
| ۱۳۹۷      | سر دلبران                  | بازیگر | محمدحسین لطیفی                       | شبکه ۱ |
| ۱۳۹۳      | عروس                       | بازیگر | حمیدرضا لوافی                        | تولید مرکز سمنان |
| ۱۳۹۱      | حیرانی                     | بازیگر | کیوان علی‌محمدی امید بنکدار           | شبکه ۱ |
| ۱۳۹۰      | تله‌فیلم «یک تیر و دو نشان» | بازیگر | اسماعیل میهن‌دوست                     | سیمای مرکز آبادان |
| ۱۳۸۸      | تله‌فیلم «جشن ایرانی»       | بازیگر | عباس رافعی                           | |
| ۱۳۸۷      | مسافر زمان ۲               | بازیگر | مسعود نوابی                          | تصویربرداری آن از سال ۱۳۸۲ شروع شد.                                                                                           |
| ۱۳۸۶      | خواستگاران                 | بازیگر | گلاب آدینه                           | کارگردان تلویزیونی:مهدی مظلومی/ برنامه خانواده شبکه ۱                                                                         |
| ۱۳۸۶      | تله‌فیلم «فسیل زنده»        | بازیگر | جواد ارشاد                           | شبکه ۳ |
| ۱۳۸۵      | تله‌فیلم «جستجو»            | بازیگر | علی درخشی                            | شبکه ۲ |
| ۱۳۸۲–۸۴   | تله‌فیلم «کاغذ دیواری زرد»  | بازیگر | رامین لباسچی                         | |
| ۱۳۸۱      | فرمان                      | بازیگر | مسعود رشیدی                          | شبکه ۱ |
| ۱۳۸۱      | آتیه                       | بازیگر | ارژنگ امیرفضلی                       | |
| ۱۳۸۰      | مزه خوب کودکی              | بازیگر | مسعود شامحمدی                        | برنامه کودک شبکه ۲ |
| ۱۳۷۹      | ماجراهای خانواده تمدن ۲    | بازیگر | غلامعباس ق قنبری سپهر محمدی          | ظهرها در برنامه سیمای خانواده شبکه ۱ پخش می‌شد.                                                                                |
| ۱۳۷۹      | روزهای مهتابی              | بازیگر | غلامعباس ق قنبری سپهر محمدی          | شبکه تهران |
| ۱۳۷۸      | عروسک مادربزرگ             | بازیگر | سید مجتبی یاسینی                     | اواخر دهه هفتاد در برنامه کودک شبکه ۲ پخش می‌شد.                                                                               |
| ۱۳۷۸      | اینجا، خانه ما             | بازیگر | محمدجاوید مهتدی                      | ظهرها در برنامه سیمای خانواده شبکه ۱ پخش می‌شد.                                                                                |
| ۱۳۷۷–۱۳۷۸ | زیر بازارچه                | بازیگر | رضا ژیان                             | شبکه ۲ |
| ۱۳۷۷      | گم‌شده                      | بازیگر | مسعود نوابی                          | شبکه ۱ |
| ۱۳۷۷      | فکر پلید                   | بازیگر | محسن شاه‌محمدی                        | شبکه ۱ |
| ۱۳۷۷      | ماجراهای خانواده تمدن      | بازیگر | غلامعباس ق قنبری امیرمسعود تیمورخواه | ظهرها در برنامه سیمای خانواده شبکه ۱ پخش می‌شد.                                                                                |
| ۱۳۷۶      | سلام زندگی                 | بازیگر | مسعود شامحمدی                        | |
| ۱۳۷۶      | سرزمین سبز                 | بازیگر | بیژن بیرنگ مسعود رسام                | در سال ۱۳۸۶ (پس از ده سال از زمان تولید) در شبکه ۲ پخش شد.                                                                    |
| ۱۳۷۵–۷۶   | خانه، محله، مدرسه          | بازیگر | اسماعیل براری                        | گروه کودک و نوجوان شبکه یک |
| ۱۳۷۵      | خانه سبز                   | بازیگر | مسعود رسام بیژن بیرنگ                | شبکه ۲ |
| ۱۳۷۴–۱۳۷۵ | تنهاترین سردار             | بازیگر | مهدی فخیم‌زاده                        | شبکه ۱ |
| ۱۳۷۳      | عاطفه                      | بازیگر | حسن فتحی                             | کارگردان تلویزیونی: «محمود رضایی»                                                                                             |
| ۱۳۷۲      | تله‌تئاتر «استپان» (گروگان) | بازیگر | محمدجاوید مهتدی                      | شبکه ۲ |
| ۱۳۷۱      | مزد ترس                    | بازیگر | حمید تمجیدی                          | شبکه ۱ |
| ۱۳۷۰      | قابیل                      | بازیگر | حمید تمجیدی                          | |
| ۱۳۶۸      | چراغ خانه                  | بازیگر | منوچهر پوراحمد                       | شبکه ۱ |
| ۱۳۵۸–۱۳۶۶ | هزاردستان                  | بازیگر | علی حاتمی                            | |
| ۱۳۶۴      | بوعلی سینا                 | بازیگر | کیهان رهگذار                         | شبکه ۲ |
| ۱۳۶۴      | آئینه                      | بازیگر | غلامحسین لطفی                        | شبکه ۱ |
| ۱۳۶۳      | تله‌تئاتر «سوزنبانان»       | بازیگر | داریوش مؤدبیان حسین فردرو            | |
| ۱۳۶۳      | سربداران                   | بازیگر | محمدعلی نجفی                         | شبکه ۱ |
| ۱۳۵۶      | ارثیه ایرانی               | بازیگر | محمود محمدیوسف                       | نویسنده: «اکبر رادی» |
| ۱۳۵۵      | مرد اول                    | بازیگر | پرویز کاردان                         | |
| ۱۳۴۸      | تله‌تئاتر «استثناء و قاعده» | بازیگر | عباس مغفوریان                        | نویسنده: «برتولت برشت» «نعمت اسداللهی»، «فرزان رابعی»، «کامران نوزاد» و «فریدون نوری» هم در آن بازی کرده بودند.               |
| ۱۳۴۵      | تله‌تئاتر «پیک نیک»         | بازیگر | عزت‌الله انتظامی                      | در اسفند ۱۳۴۵ پخش شد و «عزت‌الله انتظامی» و «فرزانه تأئیدی» هم در این نمایش تلویزیونی بازی کرده بودند.                         |
| ۱۳۴۵      | تله تئاتر «مرد کوته فکر»   | بازیگر | عزت‌الله انتظامی                      | در سال ۱۳۴۵ پخش شد. با بازی انتظامی، نصیریان، کشاورز، فخری خوروش، محرابی                                                      |
| ۱۳۴۴      | تله‌تئاتر «کلبه‌ای در جنگل»  | بازیگر | رکن‌الدین خسروی                       | نویسنده: «روپرت بروک» «جمشید مشایخی»، «گلی مقتدر»، «منوچهر فرید» ، «جمیله شیخی» و «اسماعیل داورفر» هم در آن، بازی کرده بودند. |

### ویدیویی
- تقصیر آستینم بود ۱۳۸۹

### فیلم کوتاه
- عرض حال ۱۳۶۹

### تئاتر
- سربازها (اجرا مجدد) ۱۳۵۸
- کسب و کار خانم وارن ۱۳۵۵
- سربازها ۱۳۵۴
- مردی که مرده بود و خود نمی‌دانست ۱۳۴۸
- لونه شغال ۱۳۴۷
- شاعباس و پیر پاره دوز ۱۳۴۵
- شش شخصیت در جستجوی یک نویسنده نوشته لوئیجی پیراندلو به کارگردانی پری صابری دههٔ ۱۳۴۰